# Peter Schildt
Ernst Peter Jurgen Schildt, född 9 juni 1951 i Finska församlingen i Stockholm, är en svensk regissör, manusförfattare och skådespelare.

## Biografi
Schildt är son till Henrik Schildt och Margareta Schildt samt bror till Veronica Schildt Bendjelloul  och halvbror till Johan Schildt. Vidare är han morbror till Johar Bendjelloul och Malik Bendjelloul. Han var 1990–2003 gift med Christina Herrström.
Schildt började som barnskådespelare vid sju års ålder. Under hela sin skolgång medverkade han i radio, TV och på teatrar. Filmdebuten kom 1969 i Bo Widerbergs Ådalen 31. Därefter följde filmen Skottet och TV-serien Julia och nattpappan. Peter Schildt har spelat med i filmerna Förvandlingen, Amorosa och Daniel Fridells Dubbel 8. Han var med i TV-serierna Labyrinten, Kronprinsessan och Lars Molins Ivar Kreuger. 1970 arbetade Peter Schildt som regiassistent på Bo Widerbergs film Joe Hill och ett par år senare inledde han ett samarbete med författaren Maud Reuterswärd och regisserade TV-serien Dagar med Knubbe och radiopjäsen Viktor på Gruvö. Sedan dess har Peter Schildt regisserat TV-serierna Lycka till (även manus), Det är mänskligt att fela, Xerxes, Ebba och Didrik, Damen i handskdisken, Handbok för handlösa och den mycket uppmärksammade serien Glappet.
Peter Schildt har även regisserat den direktsända TV-teateruppsättningen av Pariserliv (1983) samt långfilmerna Suxxess och Tusen gånger starkare.
Peter Schildt var regiassistent för Ingmar Bergman vid inspelningen av Fanny och Alexander. Som teaterregissör har han regisserat en rad teaterproduktioner; bland annat Gökboet och Den perfekta kyssen på Skånska Teatern, Mirrimo Sirrimo, Lyckliga gatan, Bettys pensionat och Sista paret ut på Folkteatern i Göteborg samt Popcorn på Uppsala Stadsteater.

## Filmografi; roller i urval
| År   | Titel                                 | Roll              | Notering |
| ---- | ------------------------------------- | ----------------- | -------- |
| 1963 | Den gula bilen                        | Pojken            |          |
| 1963 | Svärdet i stenen                      | Artur/Pysen       | Röst     |
| 1966 | Nalle Puh på honungsjakt              | Christoffer Robin | Röst     |
| 1969 | Ådalen 31                             |                   |          |
| 1969 | Skottet                               |                   |          |
| 1971 | Julia och nattpappan                  |                   | TV-serie |
| 1973 | Kvartetten som sprängdes              | Frans Åvik        | TV-serie |
| 1976 | Förvandlingen                         |                   |          |
| 1977 | Den allvarsamma leken                 |                   |          |
| 1980 | Lycka till                            |                   | TV-serie |
| 1981 | Nu smurfar vi igen!                   | Glasögonsmurfen   | Röst     |
| 1981 | Det våras för Smurfan                 | Glasögonsmurfen   | Röst     |
| 1981 | Smurferna och den fiffige trollkarlen | Glasögonsmurfen   | Röst     |
| 1982 | Ingenjör Andrées luftfärd             |                   |          |
| 1982 | Gräsänklingar                         |                   |          |
| 1983 | Profitörerna                          |                   | TV-serie |
| 1984 | Den oändliga historien                | Pytteliten        | Röst     |
| 1985 | August Strindberg: Ett liv            |                   | TV-serie |
| 1986 | Amorosa                               |                   |          |
| 1990 | Ebba och Didrik                       |                   | TV-serie |
| 1991 | Tre kärlekar                          |                   | TV-serie |
| 1994 | År av drömmar                         |                   | TV-serie |
| 1996 | Juloratoriet                          |                   |          |
| 1998 | Ivar Kreuger                          |                   | TV-serie |
| 2000 | Dubbel-8                              |                   |          |
| 2002 | Suxxess                               |                   |          |
| 2006 | Kronprinsessan                        |                   | TV-serie |
| 2008 | Sommer                                |                   | TV-serie |
| 2008 | Kungamordet                           |                   | TV-serie |
| 2008 | Maria Wern - Främmande fågel          |                   | TV-serie |
| 2008 | Oskyldigt dömd                        |                   | TV-serie |
| 2011 | Svensson, Svensson - i nöd och lust   |                   |          |
| 2012 | Arne Dahl: Upp till toppen av berget  |                   | TV-serie |
| 2015 | Prästen i paradiset                   |                   |          |
| 2016 | Beck – Vägs ände                      |                   |          |
| 2019 | De dagar som blommorna blommar        | Josef             | TV-serie |

## Regi i urval
| År   | Titel                 | Notering |
| ---- | --------------------- | -------- |
| 1978 | Dagar med Knubbe      | TV-serie |
| 1980 | Lycka till            | TV-serie |
| 1985 | Svindlande affärer    |          |
| 1988 | Xerxes                | TV-serie |
| 1990 | Ebba och Didrik       | TV-serie |
| 1992 | Damen i handskdisken  |          |
| 1994 | Handbok för handlösa  | TV-serie |
| 1997 | Glappet               | TV-serie |
| 2002 | Suxxess               |          |
| 2010 | Tusen gånger starkare |          |
| 2012 | 30 grader i februari  | TV-serie |
| 2013 | Inte flera mord       |          |

## Filmmanus
- 2002 – Suxxess